# Coliseo del Pacífico

El Coliseo del Pacífico (en inglés Pacific Coliseum) es un estadio deportivo cubierto ubicado en Vancouver (Columbia Británica, Canadá). Fue construido en 1968 dentro del recinto de la PNE. Tiene una capacidad para 16,650 personas sentadas para hockey sobre hielo. También se dan otra clases de eventos como conciertos y es utilizada para las competiciones de patinaje artístico sobre hielo y patinaje de velocidad sobre pista corta durante los Juegos Olímpicos de Vancouver 2010.

## Historia
Diseñado por W.K. Noppe en 1966-1967, consta de una estructura geométrica y un distintivo anillo de paneles blancos, pudiendo ser calificado como de arquitectura formalista. Fue usado inicialmente como hogar de los Vancouver Canucks cuando compitieron en la WHL entre 1968 y 1970, y sirvió como atractivo para que dicho equipo diera el salto a la recién creada NHL en 1970.
Sufrió profundas renovaciones a finales de los años 1970, pero su rol de albergar los Canucks de la NHL culminó en 1995 con la construcción de la actual Rogers Arena. Desde 2001 es sede de los Vancouver Giants de la WHL.
Su renovación más reciente data de 2007, mejorando los asientos, la climatización y la superficie del hielo, con motivo de las Olimpiadas de 2010.

## Eventos
El Coliseo albergó su primer partido de NHL el 9 de octubre de 1970, en el cual Los Angeles Kings ganó a los Canucks por 3-1. Se han dispuado en el mismo dos ediciones de la Stanley Cup. en la primera de ellas, en 1982 los New York Islanders ganaron por 3-1 en el partido que les daría a la postre el trofeo, mientras que en 1994 cayeron ante los New York Rangers.
También se celebró el All-Star de la NHL en 1987.